# Bistum Okigwe
Das Bistum Okigwe (lateinisch Dioecesis Okigvensis, englisch Diocese of Okigwe) ist eine in Nigeria gelegene römisch-katholische Diözese mit Sitz in Okigwe.

## Geschichte
Das Bistum Okigwe wurde am 24. Januar 1981 durch Papst Johannes Paul II. mit der Apostolischen Konstitution Quandoquidem Sanctissima aus Gebietsabtretungen des Bistums Umuahia errichtet und dem Erzbistum Onitsha als Suffraganbistum unterstellt. Das Bistum Okigwe wurde am 26. März 1994 dem Erzbistum Owerri als Suffraganbistum unterstellt.

## Bischöfe von Okigwe
- Anthony Ekezia Ilonu, 1981–2006
- Solomon Amanchukwu Amatu, seit 2006